# Omphalosaurus
Omphalosaurus is een geslacht van uitgestorven mariene reptielen uit het Vroeg-Trias tot Midden-Trias, behorend tot de Ichthyopterygia. Het meeste van wat bekend is over Omphalosaurus is gebaseerd op meerdere kaakfragmenten, ribben en wervels. Er zijn exemplaren van Omphalosaurus beschreven uit de westelijke Verenigde Staten, Duitsland, Oostenrijk en het eiland Spitsbergen voor de noordkust van Noorwegen.

## Ontdekking
De eerste fossielen van Omphalosaurus werden in 1902 gevonden door assistant professor Vance Craigmiles Osmont aan de zuidelijke tak van de American Canyon, in Humboldt County, Nevada, Verenigde Staten. In 1906 benoemde John Campbell Merriam de typesoort Omphalosaurus nevadanus. De geslachtsnaam is afgeleid van het Grieks omphalos, "navel", als verwijzing naar de tandvorm. De soortaanduiding verwijst naar Nevada.
Het holotype, specimen UCMP 8121, is gevonden in de  Cymbospondyluslagen die dateren uit het Anisien. Het bestaat uit een fragmentarische schedel waaraan het achterdeel en de snuitpunt ontbreken, en een gedeeltelijk postcraniaal skelet. Dat waren voorlopig de enige vondsten.

## Soorten
- Omphalosaurus nevadanus is de typesoort van het geslacht en een van de twee soorten gevonden in de mariene Pridaformatie in de Humboldt Range van Nevada, Verenigde Staten. O. nevadanus is afkomstig uit de Midden-Triadische bedden uit het Anisien en werd voor het eerst beschreven door Merriam in 1906. De fossielen bestaan uit het onderste deel van de schedel met voorste halswervels en een deel van de onderkaak die het articulare heeft verloren en is gebroken vóór de symfyse. In tegenstelling tot de andere soort heeft het een afgeronde achterrand van de dentaire symfyse. O. nevadanus is veel groter dan O. nettarhynchus en heeft meer tanden.
- Omphalosaurus nettarhynchus[6] is de tweede soort die voorkomt in de Pridaformatie, afkomstig uit de Midden-Triadische bedden uit het Spathien, bij Coyote Canyon and Bloddy Canyon. Het werd voor het eerst beschreven door Mazin en Bucher in 1987. Het fossiel bestaat alleen uit een fragmentarische symfyse van de onderkaak, holotype MGL 45452. O. nettarhynchus is te onderscheiden van andere soorten door zijn kleinere omvang, relatief weinig maar grote tanden, en zijwaarts verbrede kaaksymfyse.
- Omphalosaurus merriami[7][8] is afkomstig van de mariene Upper Sticky Keep-formatie op Spitsbergen en werd in 2010 door Maisch beschreven. De soortaanduiding eert Merriam. Hij leefde in het Onder-Trias. Het fossiel bestaat uit kaakfragmenten waarvan aanvankelijk werd gedacht dat ze deel uitmaakten van Pessopteryx nisseri[9], waarnaast het werd gevonden, totdat de kaak duidelijk omphalosaurisch bleek te zijn. De kaakfragmenten hebben drie rijen tanden met glad glazuur en tandwortels die plicidentine bevatten. Sommige onderzoekers beschouwen dit als een nomen dubium.
- Een Omphalosaurus sp.: een linkeropperarmbeen uit het Midden-Trias werd gevonden in de Muschelkalk van Franken in Duitsland, met name in de Hohenlohe-bedden van de Garnberg-steengroeve. Het komt uit het Laat-Ladinien en werd gevonden door Hagdorn in 1984, en vervolgens beschreven door Sander en Faber in 1998. Het opperarmbeen vertoonde de typische ichthyosaurische poreuze botstructuur, maar de specifieke soort blijft onduidelijk.

### Betwiste soorten
- Omphalosaurus wolfi is een Midden-Triadische, vroege soort uit het Ladinien die voorkomt in de noordelijke Alpen op de berg Dürrnberg, in de Lercheck Kalksteen. Het werd gevonden door G. Wolf in 1991 en beschreven door Tichy in 1995. Het exemplaar, MBG 1500, bestaat uit verschillende presacrale wervels die diep amficoel zijn en kort in vergelijking met hoogte en breedte, gezwollen en holle ribben, en een niet in verband liggende schedel met een gedeeltelijk gearticuleerde onderkaak. Het gebit van O. wolfi lijkt op dat van O. nisseri, terwijl de elementen van de onderkaak vergelijkbaar zijn met O. nevadanus, de enige andere soort die werd gevonden met aanzienlijk schedelmateriaal. Tien andere niet-geïdentificeerde schedelbotten en een bot dat een opperarmbeen kan zijn, zijn ook gevonden. O. wolfi werd voorgesteld als O. cf. nevadanus door Sander en Faber in 2003, maar Maisch betoogde dat heronderzoek van schedelmateriaal nodig was en dat O. wolfi tot dan als soort zou moeten blijven worden erkend.
- Omphalosaurus peyeri kwam uit de Midden-Anisische etage. Het werd begraven in de poreuze arenitische kalksteen van de Schaumkalkbedden in Rüdersdorf, waarvan wordt gedacht dat het afkomstig is uit een ondiep watermilieu dat af en toe boven water kwam, wat betekent dat O. peyeri waarschijnlijk een kustbewoner was. Het fossiel is een onvolledig achterste deel van het linkerbovenkaaksbeen met drie volwassen, paddenstoelvormige tanden en nog een aantal vervangende tanden hieronder. Anders dan de andere Omphalosaurus-soorten had O. peyeri slechts één rij functionele en relatief weinig vervangende tanden. Daarom werd aanvankelijk gedacht dat het een placodont was, totdat het in 2002 werd beschreven als Omphalosaurus door Maisch en Lehmann vanwege de typische Omphalosaurus-tandvorm en de sinaasappelschiltextuur van de emailkroon. Men denkt dat het de meest basale Omphalosaurus-soort is, maar de classificatie ervan wordt betwist door Wintrich en Sander vanwege het placodontachtige zuilvormige glazuur.

### Herziene soorten
- Pessopteryx nisseri was een fossiel uit Spitsbergen, samengesteld uit verschillende soorten gevonden en beschreven door Carl Wiman in 1910, inclusief de kaakfragmenten nu toegeschreven aan O. merriami. Het werd door Wiman en Mazin beschouwd als O. nisseri, maar het is nu geaccepteerd als zijn eigen geslacht Pessopteryx op basis van de ledematen en schoudergordelfossielen die van ichthyosaurische aard zijn.

## Beschrijving

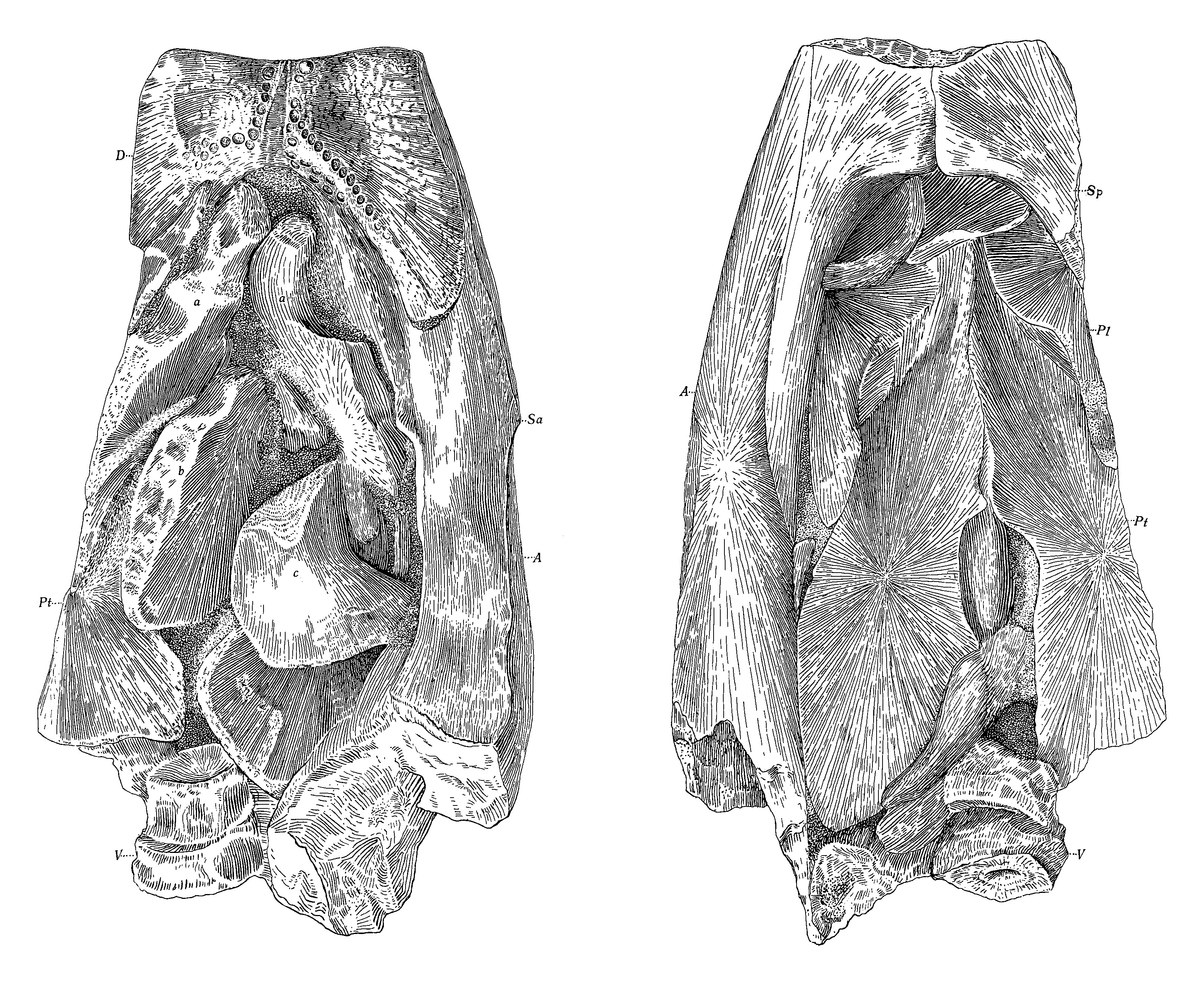
De schedel van het holotype

Omphalosaurus is een redelijk groot en plompe marien reptiel, ongeveer vijf meter lang bij een geschat gewicht van 783 kilogram, en staat vooral bekend om zijn zeer gespecialiseerde gebit in vergelijking met andere Ichthyopterygia. De tanden zijn knopvormig met een koepelvorm, wanneer ze van bezijden worden bekeken, met bijna ronde kronen, die een onregelmatig glazuuroppervlak hebben dat lijkt op de textuur van een sinaasappelschil. Individuele tanden hebben een diameter van niet meer dan twaalf millimeter en zijn uitsluitend in tandplaten op de premaxilla aangebracht, die haaks op elkaar en de dentaria staan. Gebaseerd op het goed bewaarde en gladde verhemeltebeen van O. nevadanus, is het onwaarschijnlijk dat Omphalosaurus palatinale tanden had, zoals bij placodonten. Desalniettemin kunnen de tanden van Omphalosaurus mogelijk in de honderden lopen en zijn ze geconcentreerd langs de middenlijn van de schedel. Elke soort heeft verschillende gradaties van tandorganisatie, maar O. nevadanus heeft de meest netjes georganiseerde tanden, die ondanks enkele oneffenheden het meest lijken op verschillende rijen. Er zijn pogingen gedaan om het aantal rijen tanden voor de andere soorten te tellen, maar ze zijn meestal onregelmatig van patroon op het occlusale oppervlak.

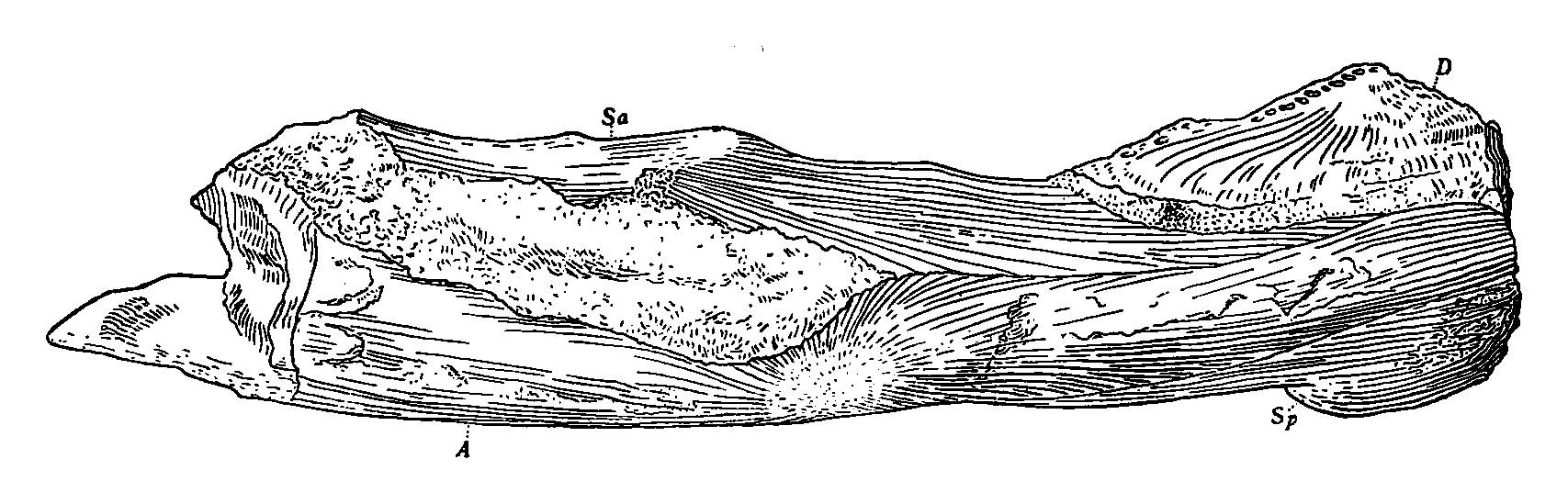
De onderkaak

De bovenste tandplaten vormen een bol oppervlak, terwijl de onderste plaat hol is. Eerder werd gedacht dat ze korte, brede kaken en indrukwekkende bijtkracht hadden, maar recente reconstructie geeft aan dat de dentaire symfyse langwerpig is terwijl de takken in een hoek van ongeveer vijftien graden op elkaar staan, waardoor de kaak een lange 'V'-vorm krijgt. Zoals gereconstrueerd, kan de onderkaak van O. nevadanus mogelijk de lengte van vijftig centimeter overschrijden. Kaakfragmenten hebben aangetoond dat Omphalosaurus tandbatterijen had die waren geoptimaliseerd voor constante slijtage, met hoge tandvervangingssnelheden. Omphalosaurus is ongewoon in zoverre dat zijn onvolwassen vervangende tanden en volwassen tanden een verschillende emailmicrostructuur hadden. Net als andere ichthyosauriërs heeft Omphalosaurus een microunit-glazuur in hun volwassen tanden, terwijl vervangende tanden een zuilvormig glazuur hebben. Het is momenteel onbekend hoe deze transformatie plaatsvindt. Afgezien van het gebit, is Omphalosaurus relatief slecht bekend, behalve een klein aantal ribben en presacrale wervels toegeschreven aan O. wolfi. De ribben zijn gezwollen en hol, wat een gemeenschappelijk kenmerk is bij amnioten die terugkeren naar water, en de wervels zijn diep amficoel. Omphalosaurus heeft de wervelboog boven op de centra van de wervels verloren. Zijn botten hebben verdicht vezelachtig botweefsel, wat duidt op een snelle botgroei.

## Fylogenie
Merriam herkende O. nevadanus niet als een ichthyopterygiër en suggereerde in plaats daarvan affiniteiten met placodonten of Rhynchosaurus. Hij benoemde een aparte Omphalosauridae in een Omphalosauria.
De eerste om Omphalosaurus te identificeren als ichthyosauriër was Oscar Kuhn in 1934. Daarna was het strijdpunt of de soort niet net buiten de Ichthyosauria basaal in de Ichthyoptreygia stond. Mazin rechtvaardigde de ichthyosaurische plaatsing in 1983. In 1997 en 2000 argumenteerde Ryosuke Motani tegen de toewijzing, onder verwijzing naar het ontbreken van synapomorfieën van de Ichthyopterygia en suggereerde sauropterygische affiniteiten. Maisch beschreef echter een nieuwe soort in 2010 en bevestigde de affiniteit met de Ichthyosauria.
Omphalosaurus wordt momenteel vaak beschouwd als een kleine tot middelgrote ichthyosauriër. Net als andere ichthyosauriërs heeft hij diepe amficoele wervels zonder duidelijke dwarsuitsteeksels (processus transversi), en hun centra zijn korter dan ze breed zijn. De ribben van Omphalosaurus delen de verticale articulatie met de ichthyosaurische Shastasauridae en O. wolfi bleek dezelfde poreuze botstructuur te hebben als bij ichthyosauriërs, hoewel dit gebruikelijk is bij verschillende andere aquatische soorten. Een van de meest opvallende eigenschappen die Omphalosaurus in Ichthyosauria plaatsen, is dat hij hetzelfde microunit-glazuur deelt in volwassen tanden waarvan bekend is dat ichthyosauriërs dit hebben, maar dat zeldzaam is bij andere reptielen.
Het meest opvallende kenmerk dat controverse in de toewijzing van Omphalosaurus heeft opgeleverd, is de plaatsing van de tanden. In tegenstelling tot andere ichthyosauriërs, waarbij de tanden verschillende rijen vormen, vormen Omphalosaurus-tanden een onregelmatig plaveisel. Bovendien hebben geen andere ichthyosauriërs maxillaire slijpoppervlakken die haaks op elkaar staan. De tandkronen van Omphalosaurus zijn lager en onregelmatiger dan andere durofagische ichthyosauriërs en het glazuur heeft meestal een oppervlak met een sinaasappelschilstructuur in plaats van de typische lengterimpels van ichthyosauriërs. Omphalosaurus heeft ook holle ribben en een opperarmbeen met een prominente deltopectorale kam, die geen van beide werden gevonden bij andere ichthyosauriërs.

## Paleobiologie

### Dieet
Het zeer gespecialiseerde gebit van Omphalosaurus geeft aan dat het durofage dieren waren, dat wil zeggen dat ze organismen met een harde schaal of exoskeletten aten, zoals koralen, schaalweekdieren of krabben. Hun tanden waren geoptimaliseerd voor zware slijtage en CT-scans geven aan dat ze hoge vervangingspercentages hadden om een hard dieet aan te kunnen. Ze misten echter het grijpende gebit dat nodig was om prooien te grijpen, en de smalle kaak en voorste plaatsing van de tanden komen niet overeen met de korte, massieve schedels en kaken van andere soorten met de sterke bijtkracht die nodig is om schelpen te breken. De combinatie van sterk versleten tanden en lage bijtkracht lijkt meer op herbivoren en ornithopode dinosauriërs. Net als ornithopoden had Omphalosaurus een hoge mate van tandvervanging en gladde secundaire occlusale oppervlakken, maar het gebrek aan vezelige mariene planten tijdens het Midden-Trias maakt het onwaarschijnlijk dat hij een herbivoor was. Ammonieten en pseudoplanctonische halobiide tweekleppigen waren integendeel gebruikelijk in het bereik en de tijdsperiode van Omphalosaurus en hun schelpen waren hard maar dun. Sander en Faber veronderstelden dat Omphalosaurus vlezige wangen zou kunnen hebben gehad en zuigvoeding kon gebruiken om het gebrek aan grijptanden te compenseren en vervolgens door de schelpen kon gaan bijten, waardoor ze zich konden voeden met deze dieren. Recent bewijs suggereert dat zij eerder op ammonieten joegen dan op tweekleppigen, welke laatste de voorkeur genoten van placodonten.

### Decompressieziekte
Net als andere vroege ichthyosauriërs zijn er geen aanwijzingen voor avasculaire necrose bij Omphalosaurus, wat erop wijst dat ze waarschijnlijk niet waren onderworpen aan decompressieziekte, veroorzaakt door regelmatig snel en diep duiken. Rothschild et alii schreven dit toe aan het ontbreken van grote waterroofdieren in het vroege tot middelste Trias, wat betekende dat Omphalosaurus niet snel had hoeven duiken om te ontsnappen. Vroege ichthyosauriërs zouden slechts of bijna alleen een langzame beweging op en neer in de waterkolom hebben gehad of kunnen, als alternatieve verklaring, fysiologische bescherming hebben gehad voor snelle veranderingen in de waterdruk.